# Hanksita
La hanksita és un mineral sulfat, és un dels pocs minerals que contenen ambdós grups d'ions de carbonat i de sulfat. Té la fórmula química: Na22K (SO₄)9(CO₃)₂Cl.

## Presentació
Va ser descrit per primera vegada l'any 1888 a Searles Lake, Califòrnia i va rebre el nom del geòleg Henry Garber Hanks (1826–1907). L'hanksita normalment es troba sota la forma cristal·lina en dipòsits d'evaporita. Es troba sovint a Searles Lake, Soda Lake, Mono Lake, i al Death Valley. S'associa amb l'halita, borax, trona i aftitalita en la zona de Searles Lake.

## Minerals similars
- halita
- borax
- trona
- nahcolita
- tincalconita